# Rausch
Ein Rausch ist ein durch den Genuss von Alkohol oder die Einnahme anderer Drogen (Rauschmittel) hervorgerufener Zustand, der laut Duden mit einer mehr oder weniger starken „Verwirrung der Gedanken und Gefühle“ verbunden ist.
In der Medizin wird der akute Rausch definiert als ein „Zustandsbild nach Aufnahme einer psychotropen Substanz mit Störungen von Bewusstseinslage, kognitiven Fähigkeiten, Wahrnehmung, Affekt und Verhalten oder anderer psychophysiologischer Funktionen und Reaktionen“, wobei die Störungen „in einem direkten Zusammenhang mit den akuten pharmakologischen Wirkungen der Substanz“ stehen.
Der durch Alkohol verursachte Rausch wird auch Alkoholrausch genannt. Von einem Drogenrausch spricht man in der Regel nur bei anderen Drogen, obwohl auch Alkohol eine Droge ist. Einige Drogenräusche werden umgangssprachlich auch als Trip bezeichnet (abgeleitet von englisch trip, was eigentlich „Reise“ bedeutet).
Dieser Artikel behandelt vor allem den Drogenrausch. Zum Alkoholrausch siehe auch Alkoholvergiftung und Rauschtrinken. Zum „Rausch“ im Sinne eines besonderen Glücksgefühls siehe Ekstase.

## Begriffsentstehung
Das Wort „Rausch“ (von niederdeutsch rūsch, belegt 1563) stammt aus dem Mittelhochdeutschen (riuschen) und bedeutete ursprünglich „ungestüme Bewegung“, „ungestüm beim Angriff“, „anstürmen“, „Anlauf“. Der Bezug zur Trunkenheit allgemein, nicht nur substanzbezogen, entstand im 16. Jahrhundert. So als reuschlin 1551 für „(leichte) Trunkenheit“.

## Kulturgeschichte des Rausches

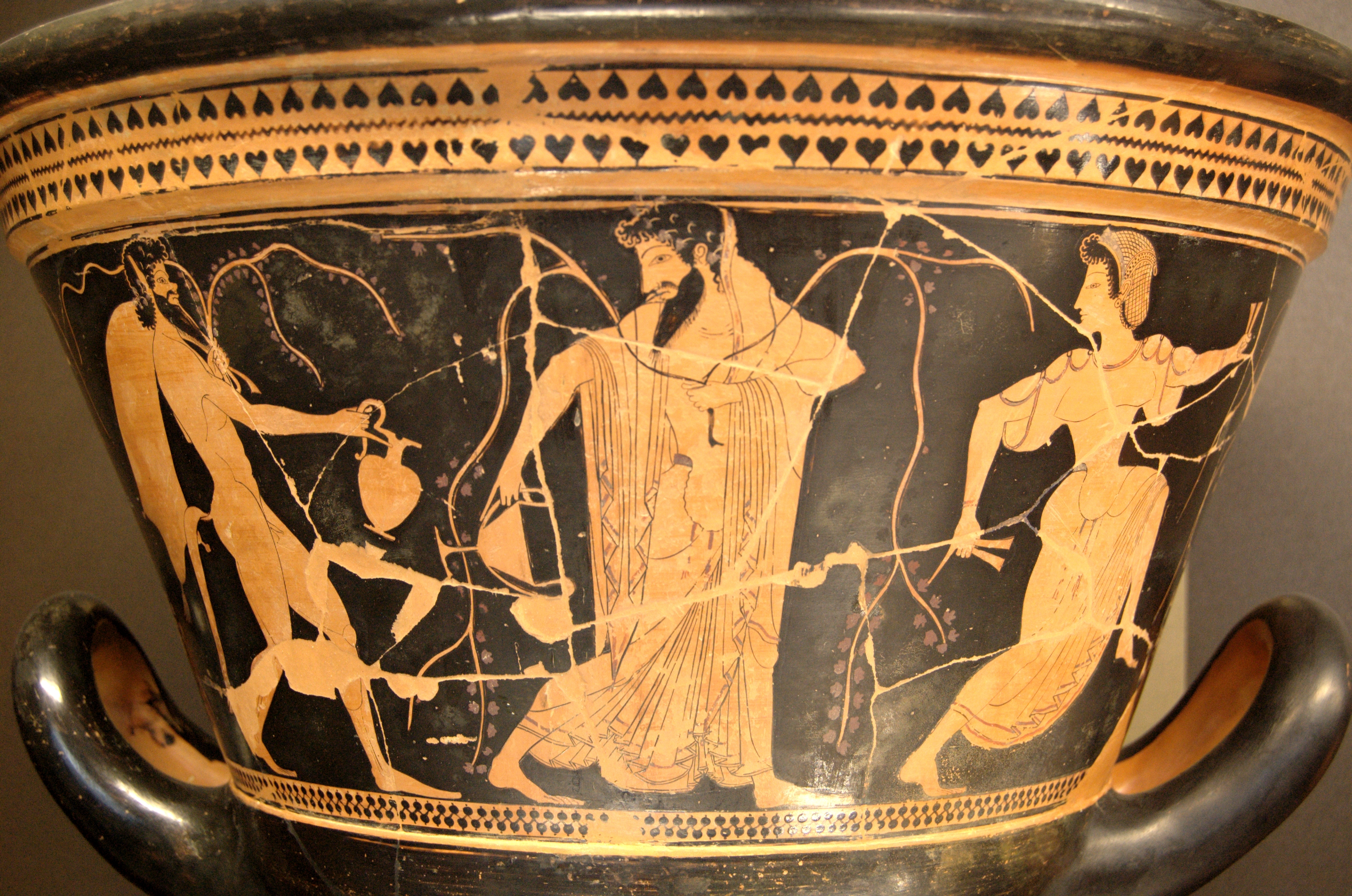
Dionysos, Gott des Weines

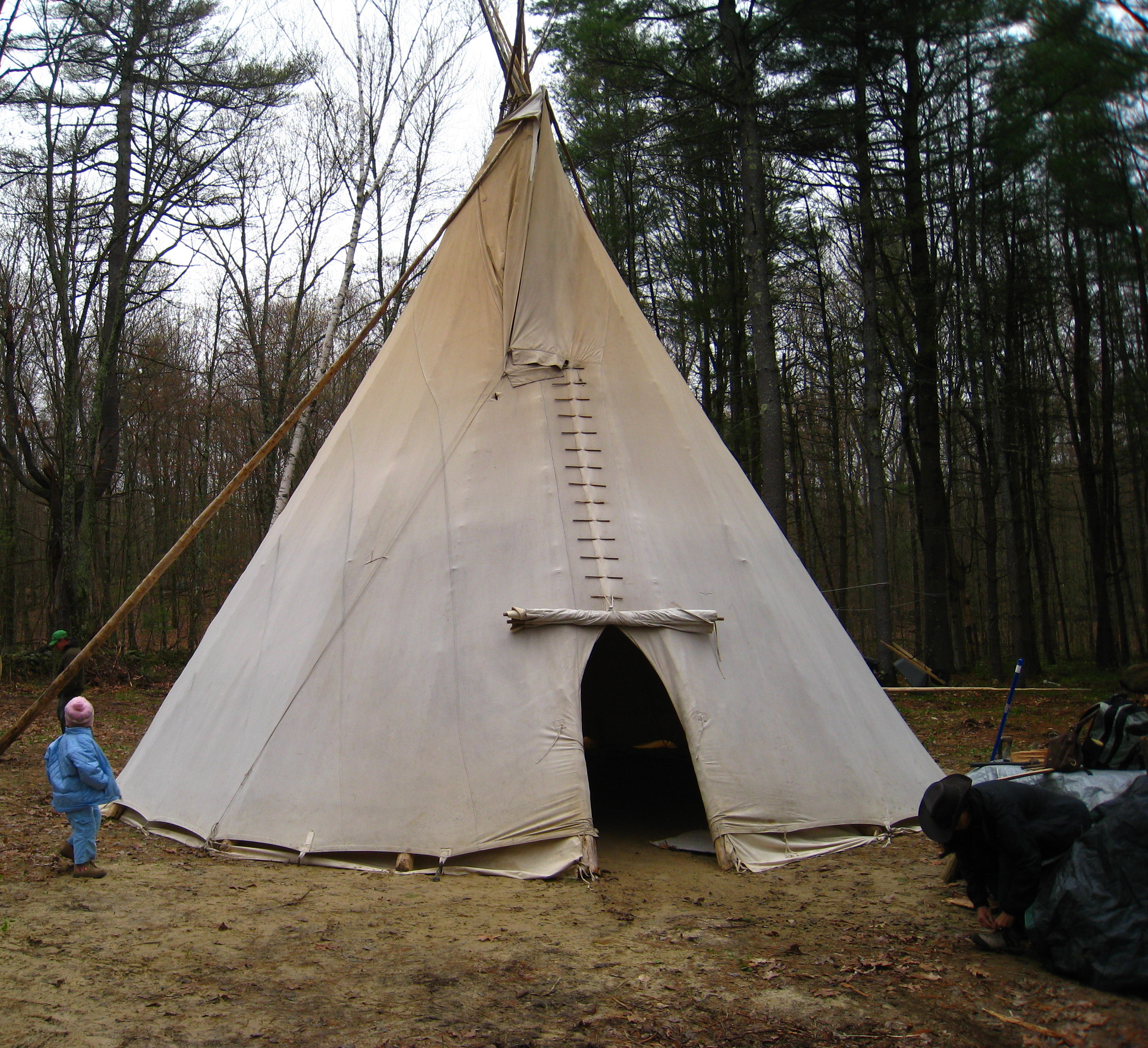
Zelt für Peyote-Zeremonie

Schon in der Steinzeit wurde vor etwa 9000 Jahren möglicherweise Alkohol in Form von Met und einer Art Bier gebraut. Auch die Verwendung des halluzinogenen Fliegenpilzes, von psilocybinhaltigen Pilzen wird auf eine Zeit vor 7000 Jahren datiert.
In Russland (vor allem in Sibirien) war der Fliegenpilz weit verbreitet. Verbreitet war es auch, den Urin eines Schamanen zu trinken, nachdem dieser Fliegenpilze konsumiert hatte. Die psychoaktiven Eigenschaften des Stechapfels waren bereits im alten Griechenland bekannt.
In alttestamentlicher Zeit wurde der Rausch zwiespältig gesehen: Galt ein maßvoller Rausch als ein Quell der Fröhlichkeit (Gen 43,34 ), so galt ein unmäßiger hingegen als ein Quell des Übels (Gen 19,30-38 ), (Gen 9,20-27 ), (Jes 5,22 ). Der schon seit Alters her im Orient und in der katholischen und orthodoxen Liturgie verwendete Weihrauch enthält den psychoaktiven Wirkstoff Incensol.
In den Veden ist der Gebrauch von Cannabis im Indien um 1.500 v. Chr. beschrieben.
Im Europa der Antike und im Mittelalter wurde exzessiver Rausch als völlig normal angesehen. Im Mittelalter wurde beispielsweise beim Bierbrauen oft noch Bilsenkraut zugemischt, um die berauschende Wirkung zu verstärken. Im 16. und 17. Jahrhundert dagegen war der Rausch geächtet. Ab dem 19. Jahrhundert betrachtete man diesen zunehmend als krankhaft.
Noch heute werden in verschiedenen Kulturen Rituale zelebriert, bei denen rauscherzeugende Substanzen eine wichtige Rolle spielen. So ist in westlich geprägten Gesellschaften das sogenannte Anstoßen mit alkoholischen Getränken bei privaten und gesellschaftlichen Feiern ein weit verbreitetes Ritual, das oft während des Höhepunktes der Veranstaltung durchgeführt wird und dabei ein starkes Zusammengehörigkeitsgefühl erzeugt. Ein weiteres Beispiel ist bei der Santo-Daime-Kirche oder bei der Native American Church zu finden, deren Anhänger den halluzinogenen Peyote-Kaktus rituell verzehren und über tiefe spirituelle Erfahrungen berichten. Rausch außerhalb dieser Rituale lehnt die Gemeinschaft strikt ab. Ebenso wird in verschiedenen indigenen südamerikanischen Religionsgemeinschaften das Gebräu Ayahuasca eingenommen. Dabei gelten strenge Regeln, z. B. muss um die Zeit des Rituals herum auf Alkohol verzichtet werden. Auch der Tabak war in präkolumbianischer Zeit eine rein medizinisch und rituell genutzte Droge.
Auch heute sehen Wissenschaftler in manchen Konsumarten von rauscherzeugenden Substanzen eine gewisse Ritualisierung. Gegenseitige Unterstützung bei der Beschaffung, der gemeinsame Konsum (z. B. das Herumreichen des Joints) oder auch gemeinschaftliches Sich-Betrinken können rituelle Formen (wenn auch ohne den spirituellen Aspekt) annehmen.

## Der Rausch in der Neuzeit
Ende der 1950er Jahre wurden psilocybinhaltige Pilze dank der Wiederentdeckung durch R. Gordon Wasson einem breiten Publikum bekannt. Albert Hofmann gelang die Extraktion des Hauptwirkstoffs Psilocybin und die Synthese von LSD. Beide Substanzen wurden zunächst in der Psychotherapie eingesetzt.

### „Die Pforten der Wahrnehmung“
In seinem Buch Die Pforten der Wahrnehmung von 1954 beschreibt Aldous Huxley die Wirkung von Halluzinogenen. Er hatte unter anderem mit Mescalin experimentiert, wobei er zu dem Schluss kam, dass das Gehirn mehr Eindrücke vernichte als zulasse, um den Menschen vor Verwirrung durch zu viel Information zu schützen. Auch weist er auf den spirituellen Gebrauch von Peyote in der Native American Church (s. o.) hin und verurteilt zugleich den unspirituellen bloßen Konsum der „zivilisierten Gesellschaft“.

### Die 1968er Jahre – Timothy Leary
Der damalige Psychotherapeut Timothy Leary, der sich durch den Konsum einer psilocybinhaltigen Pilzart, die von den Azteken „Teonanacatl“ (dt.: ‚Fleisch der Götter‘) genannt wurde, erleuchtet fühlte, propagierte den Gebrauch bewusstseinsverändernder Substanzen, um das „göttliche Bewusstsein“ zu erreichen. Dabei betonte er, dass dieser psychisch stabilen Personen vorbehalten sein sollte. Er untersuchte zusammen mit Freunden die Wirkung psychedelischer Drogen. Später verlor er seinen Lehrstuhl an der Universität Harvard.
Gemäß der Philosophie der Hippiezeit war das Ziel des Rausches die Erweiterung des Bewusstseins, weshalb halluzinogene Substanzen wegen der erzeugten produktiven Symptomatik bevorzugt wurden. Ende der 1960er Jahre wurden halluzinogene Substanzen verboten. Der in den 1970er und 80er Jahren populäre Schriftsteller Carlos Castaneda vertrat eine ähnliche Auffassung wie Timothy Leary und beschrieb in diesem Zusammenhang die traditionelle Drogenkultur der Indianer Mexikos.

### Die Achtziger und Neunziger – der Siegeszug von Techno und Ecstasy
Mit der Mitte der 1980er Jahre aufkommenden Acid-House- und später Technomusik begann der Siegeszug der aufputschenden Substanzen. Ecstasy und andere amphetaminartige Substanzen halten den Konsumenten wach, sodass er sich ausdauernder in Trance tanzen kann. Zudem steigern die Substanzen die Stimmung, enthemmen und erleichtern die Kontaktaufnahme.

## Rauschwirkung verschiedener Substanzen
Die Zahl der unterschiedlichen Rauschwirkungen und Rauschzustände ist mindestens so hoch wie die Zahl der Rauschmittel.
| Gruppe             | Substanzen (Auswahl)                                                                 | Wirkung | Mechanismus |
| ------------------ | ------------------------------------------------------------------------------------ | --- | --- |
|                    | - Alkohol                                                                            | - Enthemmung - erhöhte Emotionalität - Denkhemmung - betäubend - Selbstüberschätzung | - stimuliert GABA-Rezeptoren - hemmt NMDA-Rezeptoren - erhöht Produktion von Dopamin und Endorphinen |
|                    | - Nikotin                                                                            | - stimuliert - beruhigend, entspannend - verändert die Wahrnehmung und das Gefühlserleben - erhöhte psychomotorische Leistungsfähigkeit - erhöhte Aufmerksamkeits- und Gedächtnisleistungen | - stimuliert nikotinische Acetylcholinrezeptoren |
| Entaktogene        | - MDA - MDMA - Methylon - MDE - MBDB                                                 | - euphorisierend - fördert Kontaktaufnahme - entaktogen - empathogen - aufputschend | - Ausschüttung von Serotonin, Noradrenalin und in geringerem Maße auch Dopamin |
| Stimulantien       | - Amphetamin („Speed“) - Methamphetamin - Kokain - Crack - Kath                      | - euphorisierend - fördert Kontaktaufnahme - aufputschend - Selbstüberschätzung (besonders ausgeprägt bei Crack, Kokain und Methamphetamin)                                                 | - Amphetamin und Methamphetamin: Sympathomimetikum - Kokain und Crack: Dopamin/Noradrenalin/Serotonin-Wiederaufnahmehemmung                                                                                    |
| Halluzinogene      | - Aztekensalbei - Lysergsäurediethylamid (LSD) - Mescalin - Psilocybin               | - entheogen - verändern die Wahrnehmung und das Gefühlserleben - Euphorie - können Synästhesie und Wahnvorstellungen hervorrufen                                                            | - Agonisten der 5-HT2A/C-Rezeptoren (LSD, Mescalin, Psilocybin) - LSD wirkt zusätzlich auch am Dopamin-Rezeptor - selektiver Agonist des κ-Opioid-Rezeptors, keine klassische 5-HT2A/C-Wirkung (Aztekensalbei) |
| Schnüffelstoffe    | - Alkylnitrite (Poppers, Amylnitrit) - Distickstoffmonoxid (Lachgas) - Lösungsmittel | - aphrodisierende und schmerzhemmende Wirkungen (Alkylnitrite) - dissoziative Effekte, Entspannung der Muskeln und starkes Wohlempfinden (Lachgas)                                          | - NO-Donator, stark gefäßerweiternde Wirkung (Alkylnitrite) - Wirkung an NMDA- und nikotinischen Acetylcholinrezeptoren (Lachgas)                                                                              |
| Opiate und Opioide | - Heroin - Morphin - Tilidin                                                         | - beruhigend (sedierend), entspannend - schmerzlindernd - euphorisierend | - Agonisten der Opioidrezeptoren |

## Verlauf eines Drogenrausches

Wirkungsverlauf verschiedener Drogen

Intensität und Charakter der rauschtypischen körperlichen wie auch psychischen Effekte korrelieren direkt mit der Konzentration der Droge in der Blutbahn. Rauschdauer und -verlauf hängen davon ab, auf welchem Weg und wie schnell die Droge metabolisiert wird. Die Gesamtdauer eines Drogenrausches liegt je nach Droge und Dosierung meist bei 3–10 Stunden und wird üblicherweise in drei Phasen unterteilt:
- Das Hochkommen, in dem graduell zunehmend stärkere Effekte auftreten
- Das Plateau, die im Vergleich zur Rauschdauer relativ kurze Phase größter Intensität
- Das Herunterkommen, währenddessen der Rausch langsam abklingt und welches sich oft über viele Stunden erstreckt

Der Übergang zwischen den Phasen ist für den Berauschten im Regelfall deutlich wahrnehmbar, da bestimmte Effekte der Droge relativ abrupt auftreten bzw. abklingen.

## Besondere Arten des Rausches

### Psychedelischer Rausch
Unter dem Einfluss psychedelischer Drogen können sich Wahrnehmung und gedankliche Assoziation in allen Aspekten stark verändern, wobei das Bewusstsein, dass man sich in einem Rauschzustand befindet, normalerweise nicht verloren geht. Momentan bearbeitete, ebenso als Erinnerung oder Vorstellung gespeicherte wie auch archetypische Bewusstseinsinhalte können optisch oder akustisch manifest werden. Die nichtreale Natur dieser Illusionen und Pseudohalluzinationen wird immer erkannt. Die veränderten Assoziationen können in überraschenden Wendungen des Wahrgenommenen und des Rausches an sich resultieren und als einsichtsreich empfundene innere Erlebnisse bis hin zu lebensverändernden „spirituellen Erfahrungen“ hervorrufen.
Eine phänomenologische Beschreibung des Rausches an sich ist nicht möglich; letztlich ist ein psychedelischer Rausch stets eine höchst subjektive, sprachlich nur oberflächlich vermittelbare Erfahrung und auch die neurochemischen Grundlagen sind nur teilweise erforscht. Eine zentrale Komponente besteht in der visionären Umstrukturierung, der Veränderung des Denkens und Assoziierens hin zum Vorverbalen, verbunden mit der Manifestation des Unbewussten in allen Aspekten der Wahrnehmung. Eine wichtige Rolle spielt hierbei die Störung der Normalfunktion bestimmter vom Serotoninsystem kontrollierter Regelschleifen, wodurch die Filterfunktion des Thalamus wegfällt und es darüber hinaus zu einer Überflutung des Stirnhirns mit neuroexzitatorischem Glutamat kommt. Ein weiterer grundlegender Aspekt eines Rausches ist die (euphorische oder angstvolle) Ich-Auflösung beziehungsweise ozeanische Selbstentgrenzung, die Aufhebung der Grenzen zwischen Ich und Außenwelt. Durch die veränderte Freisetzung von Neurotransmittern kommt es hierbei zu einer Überaktivierung des Locus caeruleus im Mittelhirn. Die darauf folgende Ausschüttung von Noradrenalin im gesamten Gehirn bewirkt einen Zustand extremer Wachheit und geistiger Transzendenz.
Äußere Reize (z. B. Musik), aber auch Reize von innen, wie die eigenen Gedanken und Gefühle, können auf einem psychedelischen Rausch die verschiedensten Inhalte in der Wahrnehmung manifest werden lassen oder bereits Manifestiertes verändern, wobei die Inhalte bei intensiven Rauschzuständen zunehmend visuell in Erscheinung treten. Dieser Mechanismus macht den Rausch prinzipiell über lange Strecken steuerbar und ermöglicht die Arbeit mit dem Selbst, sofern die Aufmerksamkeit auf dieses gerichtet ist. Viele mögliche Wahrnehmungsveränderungen sind jedoch auch rein neurologischer Natur, etwa „Morphen“ (Sich-Verbiegen oder Zittern von Gegenständen) aufgrund gestörter Muster- und Kantenerkennung, abstrakte geometrische Effekte durch Interferenzen in der Sehbahn oder Veränderungen der Tonhöhe gehörter Musik. Auf besonders starken Räuschen kann es auch zu einer Überinterpretation von gesehenen Mustern kommen, wodurch nicht tatsächlich vorhandene Objekte wahrgenommen, jedoch als Illusionen erkannt werden.
Zusammenfassend lässt sich sagen, dass der psychedelische Drogenrausch einen Zustand vollständig erhaltenen Wachbewusstseins unter den Umständen einer gehirnweit umorganisierten, gelockerten Kognition darstellt.

### Dissoziativer Rausch
Der Rausch auf dissoziativen Drogen unterscheidet sich qualitativ grundlegend vom klassischen psychedelischen Rausch, da andere neurochemische Mechanismen in Gang gesetzt werden. Durch die Funktion als Dopamin-Wiederaufnahmehemmer und insbesondere die Aktivierung von Sigma-1-Rezeptoren können hohe Dosen jedoch ebenfalls psychedelische und transzendente Zustände auslösen. Charakteristisch für den dissoziativen Rausch ist der durch Blockade von NMDA-Rezeptoren bewirkte weitgehende oder völlige Verlust der Körper- und Sinneswahrnehmung und das damit verbundene Erleben eines außerkörperlichen und andersweltigen Bewusstseinszustandes. Da im Rausch mentale Prozesse teilweise dissoziiert, also vom Bewusstsein entkoppelt werden können, kann es zu dem Eindruck kommen, an mehreren Orten gleichzeitig zu existieren oder sich zwischen mehreren Existenzebenen bewegen zu können. Auch kann die real vorhandene Umgebung unwirklich erscheinen. Auf höheren Dosen treten lebhafte, detaillierte und zunehmend realistische Pseudohalluzinationen auf. Auch Synästhesien sind möglich, etwa die Visualisierung von gehörter Musik oder das Hören von Gefühlen.

### Deliranter Rausch
Der Rausch auf Delirantia unterscheidet sich deutlich vom psychedelischen und dissoziativen Rausch darin, dass er von vollständiger gedanklicher Dissoziation geprägt ist. Es treten typische anticholinerge Nebenwirkungen auf, die einem Delirium ähneln. Hierdurch wird der Rausch als desorientiert, wirr, episodenhaft und nicht klar erlebt, auch kann es zu wiederholten Amnesien („Filmrissen“) kommen. Es kommt nicht zu psychedelischen oder transzendenten Bewusstseinszuständen. Echte, nicht als solche erkannte, Halluzinationen können auftreten und auch das Bewusstsein über den Rausch an sich kann verloren gehen. Es kann zu „Phantomhandlungen“, also Interaktionen mit nicht vorhandenen Objekten und Personen, mit entsprechender Unfallgefahr, kommen. Bei mit Halluzinogenen unerfahrenen Nutzern ist die Gefahr, auf einen Horrortrip zu gelangen, bei dieser Art Rausch durch den starken Realitäts- und Kontrollverlust besonders hoch.

### Horrortrip
Bei bestimmter Verfassung oder Umgebung (siehe Set und Setting) und besonders bei Unerfahrenheit mit psychedelischen Zuständen kann es vorkommen, dass sich der Berauschende mit negativen Bewusstseinsinhalten emotional sehr stark beschäftigt, sich schlichtweg vor ihnen fürchtet oder sie nicht als Teil des Rausches und damit seiner selbst akzeptiert. Die Fixierung auf die negativen Inhalte kann sehr schnell dazu führen, dass zunehmend mehr davon produziert werden und den inneren Fokus des sich Berauschenden in immer größerem Maße auf sich ziehen, bis der Rausch durch diese Art Rückkopplung in einen sogenannten Horrortrip übergeht. Dieser kann von starken Angstgefühlen und entsprechenden Reaktionen (z. B. Desorientierung, Weinkrämpfe, im Extremfall Panikreaktionen) begleitet sein.
Horrortrips sind nicht völlig vermeidbar und treten selbst bei erfahrenen Nutzern halluzinogener Substanzen gelegentlich auf. Grundlegende Maßnahmen zur Prävention sind ausreichendes Wissen um die Wirkung der Droge, Verzicht auf Halluzinogene bei instabiler Persönlichkeit oder psychischer Erkrankung, Nichteinnahme bei gedrückter oder angespannter innerer Verfassung, sowie im Zweifelsfall die Hinzuziehung einer weiteren Person, die den Rausch begleitet („Trip-Sitter“).

### Pathologischer Rausch
Eine Unterteilung in einfachen und pathologischen Rausch ist (auch im Hinblick auf Schuldfähigkeit) aus medizinischer Sicht umstritten. Denn erstens ist die Datenlage zu sogenannten „pathologischen Räuschen“ spärlich, zweitens kann der einfache Rausch kaum als nicht-pathologisch bezeichnet werden.

## „Rausch“ als Glückszustand
Als „Rausch“ wird zum anderen emotionaler Zustand der Ekstase bezeichnet, der „jemanden über seine normale Gefühlslage hinaushebt“ (Duden). Die Ekstase wird auch als „Rausch der Sinne“ beschrieben. Ein solcher Zustand ist mit der Ausschüttung von sogenannten Glückshormonen verbunden, die auch als „körpereigene Drogen“ oder „endogene Drogen“ bezeichnet werden. Er kann beispielsweise bei sexuellen Aktivitäten und manchmal bei intensiver sportlicher Verausgabung erlebt werden. Manche Menschen geraten bei Massenveranstaltungen wie etwa Rock-Konzerten in einen ekstatischen Zustand. Andere erleben einen „Geschwindigkeitsrausch“ etwa beim waghalsigen Skifahren oder Autofahren.